# 且末县
且末县（維吾爾語：چەرچەن ناھىيىسى‎，拉丁维文：Qarqan Nahiyisi，“恰尔羌县”，新维文：Cherchen nah̡iyisi，“车尔臣县”），是中国新疆维吾尔自治区巴音郭楞蒙古自治州所辖的一个县。

## 历史

### 名称
且末在不同历史时期、不同语言中有过多个名称，主要分为三类。
第一类语源不明，佉卢文为Calmadana，即玄奘记载之折摩驮那。汉语节译其前两个音节为且末、左末、沮沫，或节译前三个音节为炎摩多。波斯语《世界境域志》作，汉语节译为策尔满。
第二类是在鄯善国王率人迁至且末后，吐谷浑人便以鄯善国名称呼此地，汉字写作约昌（讹作灼昌）、阇里缠（讹作阇里辉）、阇鄽、阇甄、车尔成、卡墙。今车尔臣河和且末县的维文名称  即由此得名。
第三类为唐朝时所改之名，称播仙，亦作幡仙。

## 人口
2020年末，根据第七次人口普查数据显示：全縣常住人口为69236人。

## 行政区划
且末县下辖6个镇、7个乡：
且末镇、奥依亚依拉克镇、塔提让镇、塔中镇、阿羌镇、阿热勒镇、琼库勒乡、托格拉克勒克乡、巴格艾日克乡、英吾斯塘乡、阿克提坎墩乡、阔什萨特玛乡和库拉木勒克乡。

## 交通
- 315国道过境。